# Гребенщикова Єлизавета Сергіївна
Єлизавета Сергіївна Гребенщикова (нар. 30 вересня 2005, Дніпро) — українська шахістка, гросмейстер серед жінок (2025).
Її рейтинг станом на січень 2025 року — 2280 (12-те — серед шахісток України, 26-те — серед шахісток світу до 20 років)
2023 року дебютувала за національну жіночу збірну України, зігравши в командному чемпіонаті світу серед жінок у Бидґощі (Польща).

## Досягнення
- 2015 — срібна призерка чемпіонату України серед дівчат до 10 років;
- 2016 — срібна призерка чемпіонату України серед дівчат до 12 років;
- 2017 — срібна призерка чемпіонату України серед дівчат до 12 років, бронзова призерка чемпіонату України серед дівчат до 14 років;
- 2018 — 4 місце на чемпіонаті світу зі швидких шахів серед дівчат до 14 років[1];
- 2018 — срібна призерка чемпіонату України зі швидких шахів серед жінок[2];
- 2019 — бронзова призерка чемпіонату Європи серед дівчат до 14 років[3];[4];
- 2019 — поділ 3-5 місць (5-те місце за додатковим показником) на чемпіонаті України серед жінок;
- 2020 — чемпіонка України з бліцу серед дівчат до 16 років, чемпіонка України зі швидких шахів серед дівчат до 16 років[5];
- 2020 — бронзова призерка чемпіонату України серед дівчат до 20 років, бронзова призерка чемпіонату України зі швидких шахів серед дівчат до 20 років[6];
- 2021 — чемпіонка України з бліцу серед дівчат до 16 років[7];
- 2021 — переможниця III всеукраїнської Гімназіади із шахів серед дівчат в особистому заліку;
- 2021 — срібна призерка чемпіонату України з бліцу серед дівчат до 18 років[8];
- 2021 — бронзова призерка чемпіонату України серед дівчат до 20 років[9], срібна призерка чемпіонату України з бліцу серед дівчат до 20 років[9];
- 2022 — срібна призерка чемпіонату Європи серед дівчат до 18 років[10];
- 2023 — бронзова призерка чемпіонату світу серед дівчат до 18 років[11];

## Результати виступів у чемпіонатах України
| Рік  | Місто  | Турнір                 | + | − | = | Результат | Місце |
| ---- | ------ | ---------------------- | - | - | - | --------- | ----- |
| 2019 | Луцьк  | 79-й чемпіонат України | 3 | 2 | 4 | 5 з 9     | 5     |
| 2020 | Херсон | 80-й чемпіонат України | 5 | 3 | 1 | 5½ з 9    | 5     |